# 位田
位田（いでん）は、日本の律令制において、五位以上の有位者と有品の皇族へ位階・品位に応じて支給された田地である。租の納税が義務づけられる輸租田とされていた。なお、品位に応じて支給された田地は品田（ほんでん）とも呼んだ。
唐律令における官人永業田の制度が日本の国情に合わせて改変され、日本律令へ採用されたものと考えられる。唐の官人永業田は子孫代々への継承が可能であったが、日本の位田は死後に収公された点で異なっている。
品田（ほんでん）は、一品親王は80町、二品は60町、三品40町、四品30町となる。
位田の選定方法、位田の実際の耕作者などは、まだ解明されていない。各地に残存する「位田」地名が位田の遺称地とする考えもある。